# Partit Nacional Awami de Jammu i Caixmir
Partit Nacional Awami de Jammu i Caixmir és un partit polític d'esquerres de Jammu i Caixmir, favorable al maneteniment de l'estat dins la Unió Índia, però amb autonomia. Es va fundar el 1995.